# تومي فلاورز
توماس هارولد فلاورز (بالإنجليزية: Tommy Flowers)‏ الحائز على شهادتي البكالوريوس والدكتوراه في العلوم ورتبة الإمبراطورية البريطانية (22 ديسمبر 1905 – 28 أكتوبر 1998) كان مهندسًا إنجليزيًا عمل في مكتب البريد البريطاني العام. خلال الحرب العالمية الثانية، صمم فلاورز حاسوب كولوسس الذي كان أول جهاز حاسوب إلكتروني قابل للبرمجة، وذلك من أجل حل مشكلة الرسائل الألمانية المشفرة.

## بداية حياته
وُلد فلاورز في حي آبوت رود ضمن منطقة بوبلار في الطرف الشرقي من لندن بتاريخ الثاني والعشرين من ديسمبر عام 1905، وهو ابن عامل بناء. خلال إجراء دورة تدريبية في مجال الهندسة الميكانيكية في مدرسة المدفعية الملكية في وولويتش، أخذ فلاورز دروسًا مسائية في الهندسة الكهربائية من جامعة لندن للحصول على شهادة في هذا المجال. في عام 1926، انضم إلى فرع الاتصالات في مكتب البريد العام، منتقلًا للعمل في محطة البحث الموجودة في منطقة دوليس هيل شمال غرب لندن عام 1930. في عام 1935، تزوج من إلين مارغريت غرين وأنجب الزوجان طفلين هما جون وكينيث.
منذ عام 1935 فصاعدًا، استكشف مجالات استخدام الإلكترونيات في الاتصالات الهاتفية وبحلول عام 1939، كان مقتنعًا بإمكانية صنع نظام إلكتروني بالكامل. ساعدته خلفيته العلمية المتعلقة بالتحويلات الإلكترونية في تصاميمه الحاسوبية.

## الحرب العالمية الثانية
أتى الاتصال الأول لفلاورز مع الحرب في فبراير من عام 1941 حين طُلب من مديره دبليو. غوردن رادلي العمل على مساعدة آلان تورنغ الذي كان يعمل في مؤسسة فك التشفير الوطنية في حديقة بلتشلي على بعد 80 كم شمال غرب لندن باكينغهامشير. طلب تورنغ من فلاورز بناء جهاز فك تشفير لآلة بومب المعتمدة على المرحل (مفتاح العزل الغلفاني)، والتي طورها تورنغ في محاولة لفك شيفرة آلة إنجما الألمانية. توقف مشروع جهاز فك التشفير لكن تورنغ أُعجب بعمل فلاورز، وفي فبراير عام 1943 قدمه إلى ماكس نيومان الذي كان يقود الجهود الحكومية الهادفة إلى تحليل تشفير لورنز. كانت هذه شيفرة ألمانية عالية المستوى تنشئها آلة لورنز إس زد 40/42 المكونة من آلة كاتبة مرتبطة بجهاز تشفير، وهي واحدة من أنظمة (الكتابة السرية) الخاصة بهم والتي دعاها البريطانيون باسمو «التونة». كان نظام التشفير هذا أعقد بكثير من إنجما، إذ تضمنت عملية التشفير عددًا كبيرًا جدًا من الاحتمالات ما جعل حسابها يدويًا أمرًا مستحيلًا. عمل فلاورز مع فرانك موريل (أيضًا في دوريس هيل) على تصميم آلة هيث روبنسون، وذلك في محاولة لأتمتتة عملية تحليل تشفير لورنز إس زد 40/42.
اقترح فلاورز بديلًا أكثر تعقيدًا، وهو استخدام نظام إلكتروني دعاه طاقمه باسم كولوسس باستخدام نحو 1,800 صمام مفرغ بدلًا من 150 ووجود شريط ورقي واحد بدلًا من اثنين (الذين احتاجا إلى مزامنة) من خلال توليد نماذج العجلة بشكل إلكتروني. بما أن أكثر الأجهزة الإلكترونية السابقة تعقيدًا احتوى نحو 150 صمام، شكك البعض في فعالية النظام الجديد. رد فلاورز بأن نظام الهاتف البريطاني استخدم آلاف الصمامات وكان فعالًا وعمليًا لأن الإلكترونيات عملت في بيئة مستقرة مع الدارات طوال الوقت.
لم تكن إدارة بلتشلي مقتنعة وشجعت فلاورز ببساطة على متابعة العمل بنفسه. تابع فلاورز العمل في مخابر البحث التابعة لمكتب البريد مستخدمًا جزءًا من ماله الشخصي في بناء الآلة. كان فلاورز قد التقى بتورنغ للمرة الأولى عام 1939 لكنه عومل بازدراء من قبل غوردن ويلشمان، وذلك بسبب تفضيله استخدام الصمامات على المرحلات. فضل ويلشمان آراء وين-وليامز وكين من الشركة البريطانية لآلات الجدولة (بي تي إم) التي صممت آلة «بومب» وبنتها، وطلب عزل دبليو. غوردن رادلي و «السيد فلاورز من دوليس هيل» من العمل على مشروع كولوسس بحجة «تبذير الصمامات الجيدة».
على الرغم من نجاح الكولوسس، كانت مقاربة هيث روبنسون فعالة مع ذلك في حل بعض المشاكل. تمثل التطور النهائي للمفهوم ببناء آلة معروفة باسم «سوبر روبنسون» صممها تومي فلاورز. تمكنت هذه الآلة من تشغيل أربعة أشرطة واستُخدمت لإجراء مهمات متعلقة بالشيفرات معروفة النص المجرد. في الثاني من يونيو عام 1943، نُصب فلاورز عضوًا في رتبة الإمبراطورية البريطانية.
حصل فلاورز على الدعم الكامل لإجراء مشروعه من قبل دبليو. غوردن رادلي مدير محطة البحث التابعة لمكتب البريد في دوليس هيل. بعد منحه أولوية الحصول على قطع الغيار المطلوبة، تمكن الفريق في دوليس هيل من بناء الآلة الأولى خلال أحد عشر شهرًا. دُعيت هذه الآلة مباشرة باسم ’الكولوسس’ (العملاق) من قبل كادر عمل حديقة بلتشلي نظرًا لإمكانياتها الهائلة. عمل النموذج مارك 1 من آلة كولوسس أسرع بخمسة أضعاف وكان أكثر مرونة من النظام السابق المدعو باسم هيث روبنسون، والذي اعتمد على تحويلات إلكترو-ميكانيكية.
بدأ جهاز مارك 1 الأول المزود بـ 1,500 صمامًا بالعمل في دوليس هيل في نوفمبر عام 1943، نُقل بعد ذلك إلى حديقة بلتشلي في يناير من عام 1944 حيث جُمع وبدأ بالعمل في بداية فبراير. طور وليام توماس توت وفريقه من خبراء الرياضيات الخوارزميات المستخدمة في كولوسس. أثبتت كولوسس كفاءتها وسرعتها في وجه آلة تشفير لورنز إس زد 42 ذات الإثني عشر دوارًا.